# Antrophyum mannianum
Antrophyum mannianum är en kantbräkenväxtart som beskrevs av William Jackson Hooker. Antrophyum mannianum ingår i släktet Antrophyum och familjen Pteridaceae. Inga underarter finns listade.